# Neuvottomanlahti
Neuvottomanlahti är en vik i Finland.   Den ligger i landskapet Kymmenedalen, i den södra delen av landet, 120 km öster om huvudstaden Helsingfors.